# بلایا (چوکوتکا)
بلایا (روسی: Бе́лая) یک رودخانه در ناحیه خودگردان چوکوتکای کشور روسیه است.